# Rionegro
Rionegro, auch bekannt als Santiago de Arma de Rionegro, ist eine Gemeinde (municipio) im Departamento Antioquia in Kolumbien. Sie liegt etwa 50 Kilometer von Medellín entfernt, der Hauptstadt Antioquias.

## Geographie
Rionegro liegt auf einer Höhe von 2130 Metern und hat eine Jahresdurchschnittstemperatur von etwa 17 °C. Rionegro liegt in der Subregion Oriente Antioqueño. An die Gemeinde grenzen im Norden Guarne und San Vicente, im Westen Retiro, Envigado und Medellín, im Osten Marinilla und El Carmen de Viboral und im Süden La Ceja.

## Bevölkerung
Die Gemeinde Rionegro hat 147.484 Einwohner, von denen 95.502 im städtischen Teil (cabecera municipal) der Gemeinde leben (Stand: 2022).

## Geschichte
Das Gebiet des heutigen Rionegro wurde 1541 für die Spanier von Álvaro de Mendoza entdeckt, der unter dem Befehl von Jorge Robledo stand. Seitdem war der Ort unter den Namen La Montaña, San Nicolás, Valle de Rionegro und Rionegro bekannt, bis 1783 der Name als Santiago de Arma de Rionegro festgelegt wurde. Rionegro spielte zu Beginn des 19. Jahrhunderts eine wichtige Rolle im Unabhängigkeitskampf des späteren Kolumbiens.

## Verkehr
In Rionegro befindet sich der Flughafen Rionegro, der Flughafen Medellíns und zweitgrößter Kolumbiens. Der Flughafen wurde nach dem aus Rionegro stammenden General José María Córdova aus der Zeit der Unabhängigkeitskriege benannt.

## Sport
In Rionegro war bis 2013 der Fußballverein Deportivo Rionegro ansässig, der derzeit in der kolumbianischen zweiten Liga spielt. Der Verein trug seine Heimspiele im Estadio Alberto Grisales aus. Anfang 2014 zog Deportivo Rionegro nach Bello um und 2015 nach Turbo. Seit 2015 ist der Verein Águilas Doradas in Rionegro ansässig, der seit Anfang 2016 den Namen Rionegro Águilas trägt. Rionegro war ein Austragungsort verschiedener Wettkämpfe der Südamerikaspiele, die 2010 in Medellín veranstaltet wurden.

## Bildung
In Rionegro hat die katholische Privatuniversität Universidad Católica de Oriente ihren Sitz. Die Universität wurde 1982 gegründet und wird vom Bistum Sonsón-Rionegro betrieben.

## Religion
Rionegro ist zusammen mit Sonsón Sitz des Bistums Sonsón-Rionegro.

## Söhne und Töchter der Stadt
- Jairo Jaramillo Monsalve (* 1940), katholischer Erzbischof von Barranquilla (2010–2017), Bischof von Riohacha (1988–1995) und Santa Rosa de Osos (1995–2010)
- Roberto Escobar (* 1947), Mitglied des Medellín-Kartells
- Pablo Escobar (1949–1993), Drogenhändler und Drogenschmuggler, Oberhaupt des Medellín-Kartells
- Hernán Darío Muñoz (* 1973), Radrennfahrer
- Iván Córdoba (* 1976), ehemaliger Fußballspieler
- Vladimir Marín Ríos (* 1979), Fußballspieler
- Juan Carlos López (* 1981), Radrennfahrer
- Sergio Henao (* 1987), Radrennfahrer
- Sebastián Henao (* 1993), Radrennfahrer